# Eupoca
Eupoca és un gènere d'arnes de la família Crambidae.

## Taxonomia
- Eupoca bifascialis
- Eupoca chicalis (Schaus, 1920)
- Eupoca definita
- Eupoca haakei Solis & Adamski, 1998
- Eupoca leucolepia
- Eupoca micralis
- Eupoca polyorma
- Eupoca sanctalis